# Scott Davis (Tennisspieler)
Scott Davis (* 27. August 1962 in Santa Monica, Kalifornien) ist ein ehemaliger US-amerikanischer Tennisspieler. Er gewann insgesamt drei Turniere im Einzel sowie 22 Titel im Doppel. Davis lebt im kalifornischen Irvine.

## Turniersiege
| Legende                 |
| Grand Slam              |
| Tennis Masters Cup      |
| ATP Masters Series      |
| ATP Championship Series |
| ATP World Series        |

### Einzel
| Nr. | Datum            | Turnier  | Belag     | Gegner             | Resultat      |
| --- | ---------------- | -------- | --------- | ------------------ | ------------- |
| 1.  | 31. Oktober 1983 | Maui     | Hartplatz | Vincent Van Patten | 6:3, 6:7, 7:6 |
| 2.  | 21. Oktober 1985 | Tokio    | Hartplatz | Jimmy Arias        | 6:1, 7:6      |
| 3.  | 15. Januar 1990  | Auckland | Hartplatz | Andrei Tschesnokow | 4:6, 6:3, 6:3 |

### Doppel
| Nr. | Datum              | Turnier           | Belag         | Partner          | Gegner                             | Resultat           |
| --- | ------------------ | ----------------- | ------------- | ---------------- | ---------------------------------- | ------------------ |
| 1.  | 31. Oktober 1983   | Columbus          | Hartplatz     | Brian Teacher    | Vijay Amritraj John Fitzgerald     | 6:1, 4:6, 7:6      |
| 2.  | 5. August 1984     | Livingston        | Hartplatz     | Ben Testerman    | Paul Annacone Glenn Michibata      | 6:4, 6:4           |
| 3.  | 11. August 1985    | Stratton Mountain | Hartplatz     | David Pate       | Ken Flach Robert Seguso            | 3:6, 7:6, 7:6      |
| 4.  | 22. September 1985 | Los Angeles (1)   | Hartplatz     | Robert Van’t Hof | Paul Annacone Christo van Rensburg | 6:3, 7:6           |
| 5.  | 20. Oktober 1985   | Tokio             | Hartplatz     | David Pate       | Sammy Giammalva Greg Holmes        | 7:6, 6:7, 6:3      |
| 6.  | 2. Februar 1986    | Philadelphia      | Teppich (i)   | David Pate       | Stefan Edberg Anders Järryd        | 7:6, 3:6, 6:3, 7:5 |
| 7.  | 9. Oktober 1988    | Scottsdale        | Hartplatz     | Tim Wilkison     | Rick Leach Jim Pugh                | 6:4, 7:6           |
| 8.  | 16. April 1989     | Seoul             | Hartplatz     | Paul Wekesa      | John Letts Bruce Man Son Hing      | 6:2, 6:4           |
| 9.  | 23. Juli 1989      | Schenectady       | Hartplatz     | Broderick Dyke   | Brad Pearce Byron Talbot           | 2:6, 6:4, 6:4      |
| 10. | 8. Oktober 1989    | Orlando (1)       | Hartplatz     | Tim Pawsat       | Ken Flach Robert Seguso            | 7:5, 5:7, 6:4      |
| 11. | 8. April 1990      | Orlando (2)       | Hartplatz     | David Pate       | Alfonso Mora Brian Page            | 6:3, 7:5           |
| 12. | 13. Mai 1990       | Kiawah Island     | Sand          | David Pate       | Jim Grabb Leonardo Lavalle         | 6:2, 6:3           |
| 13. | 5. August 1990     | Los Angeles (2)   | Hartplatz     | David Pate       | Peter Lundgren Paul Wekesa         | 3:6, 6:1, 6:3      |
| 14. | 19. August 1990    | Indianapolis (1)  | Hartplatz     | David Pate       | Grant Connell Glenn Michibata      | 7:6, 7:6           |
| 15. | 4. November 1990   | Paris Masters     | Teppich (i)   | David Pate       | Darren Cahill Mark Kratzmann       | 5:7, 6:3, 6:4      |
| 16. | 13. Januar 1991    | Sydney            | Hartplatz     | David Pate       | Darren Cahill Mark Kratzmann       | 3:6, 6:3, 6:2      |
| 17. | 27. Januar 1991    | Australian Open   | Hartplatz     | David Pate       | Patrick McEnroe David Wheaton      | 6:7, 7:6, 6:3, 7:5 |
| 18. | 3. März 1991       | Chicago           | Teppich (i)   | David Pate       | Grant Connell Glenn Michibata      | 6:4, 5:7, 7:6      |
| 19. | 21. Juli 1991      | Washington (1)    | Hartplatz     | David Pate       | Ken Flach Robert Seguso            | 6:4, 6:2           |
| 20. | 7. Februar 1993    | San Francisco     | Hartplatz (i) | Jacco Eltingh    | Patrick McEnroe Jonathan Stark     | 6:1, 4:6, 7:5      |
| 21. | 22. August 1993    | Indianapolis (2)  | Hartplatz     | Todd Martin      | Ken Flach Rick Leach               | 6:4, 6:4           |
| 22. | 21. Juli 1996      | Washington (2)    | Hartplatz     | Grant Connell    | Doug Flach Chris Woodruff          | 7:6, 3:6, 6:3      |